# شعار سلطنة عمان
شعار عمان يشكل الرمز الوطني لسلطنة عمان، وهو عبارة عن سيفين متقاطعين، يتوسطهما الخنجر العُماني.
بموجب القانون، يُحظر استخدام الشعار كعلامة تجارية أو بقصد الإعلان أو الدعاية التجارية، كما يحظر وضع الشعار على المصوغات أو المنتجات أو الأدوات التي تنتج أو تصنع محليا أو استيراد أي منها دون إذن مسبق من وزير التجارة والصناعة بعد موافقة الوزير ويمنع عرض أو بيع المواد المصنعة بالمخالفة لأحكام هذه المادة في المحلات التجارية.
وهو من المكوّنات الأساسية للعلم العماني.

## التاريخ
تم تصميم الشعار الوطني للمرة الأولى في منتصف القرن الثامن عشر، عندما اعتمد كشارة ملكية لآل بو سعيد. توسّع استخدام الشعار ليصبح فيما بعد الشعار الوطني لسلطنة عمان. وكان ذلك إما في عهد فيصل بن تركي بن سعيد (1888-1913) أو تيمور بن فيصل (1913-192). تم دمج الشعار لاحقاً في الركن العلوي من علم سلطنة عمان عام 1970. علاوة على ذلك، للتمييز بين الكيانات الملكية المباشرة وإنشاء رمز مميز لهذه المنشآت أضيف تاج إلى أعلى الشعار الوطني. اعتمد هذا التعديل على شعارات فروع القوات المسلحة العمانية، بما فيها الجيش السلطاني العماني، والبحرية السلطانية العمانية وسلاح الجو السلطاني العماني والحرس السلطاني العماني وشرطة عمان السلطانية وغيرها. .